# Тюльпановка
Тюльпа́новка (до 1948 года Ак-Кую́-Бита́к; укр. Тюльпанівка, крымскотат. Aq Quyu Bitaq, Акъ Къую Битакъ) — исчезнувшее село в Сакском районе Республики Крым (согласно административно-территориальному делению Украины — Автономной Республики Крым), располагавшееся на северо-востоке района, в степной части Крыма, примерно в 3 километрах юго-западнее современного села Ильинка.

### Динамика численности населения
| - 1864 год — 110 чел. - 1889 год — 87 чел. - 1892 год — 127 чел. | - 1900 год — 148 чел. - 1915 год — 14/66 чел. - 1926 год — 74 чел. |

## История
Первое документальное упоминание села встречается в Камеральном Описании Крыма… 1784 года, судя по которому, в последний период Крымского ханства Акъкоюбитак входил в Каракуртский кадылык Бахчисарайского каймаканства. После присоединения Крыма к России (8) 19 апреля 1783 года, (8) 19 февраля 1784 года, именным указом Екатерины II сенату, на территории бывшего Крымского Ханства была образована Таврическая область и деревня была приписана к Евпаторийскому уезду. После Павловских реформ, с 1796 по 1802 год, входила в Акмечетский уезд Новороссийской губернии. По новому административному делению, после создания 8 (20) октября 1802 года Таврической губернии, Аккую-Битак находился на территории Урчукской волости Евпаторийского уезда, но в Ведомости о волостях и селениях, в Евпаторийском уезде с показанием числа дворов и душ… от 19 апреля 1806 года деревня пропущена, а на военно-топографической карте генерал-майора Мухина 1817 года Ак хийбитак обозначена с 25 дворами. Записан Аккую-Битак, как жилой, в составе Урчукской волости в «Ведомости о казённых волостях Таврической губернии 1829 года». На карте 1836 года в деревне 25 дворов, как и на карте 1842 года.
В 1860-х годах, после земской реформы Александра II, деревню приписали к Абузларской волости. Согласно «Памятной книжке Таврической губернии за 1867 год», деревня Аккую-битак была покинута жителями в 1860—1864 годах, в результате эмиграции крымских татар, особенно массовой после Крымской войны 1853—1856 годов, в Турцию и вновь заселена татарами.
В «Списке населённых мест Таврической губернии по сведениям 1864 года», составленном по результатам VIII ревизии 1864 года, Аккую-Битак — владельческая татарская деревня, с 8 дворами, 110 жителями и мечетью при колодцах. По обследованиям профессора А. Н. Козловского 1867 года, вода в колодцах деревни была пресная, а их глубина достигала 21—26 саженей (44—54 м). На трехверстовой карте Шуберта 1865—1876 года в деревне Ак-Кую-Битак обозначено 7 дворов). В «Памятной книге Таврической губернии 1889 года», по результатам Х ревизии 1887 года, в деревне Ак-Кую-Битак числилось 14 дворов и 87 жителей. Согласно «…Памятной книжке Таврической губернии на 1892 год», в деревне Аккую-Битак, входившей в Биюк-Борашский участок, числилось 127 жителей в 17 домохозяйствах.
Земская реформа 1890-х годов в Евпаторийском уезде прошла после 1892 года, в результате Аккую-Битак (записано, как Битак-Аккую) приписали к Кокейской волости. По «…Памятной книжке Таврической губернии на 1900 год» в деревне числилось 148 жителей в 32 дворах. В начале века в деревне, на арендованной земле, поселились немцы лютеране. По Статистическому справочнику Таврической губернии. Ч.II-я. Статистический очерк, выпуск пятый Евпаторийский уезд, 1915 год, в деревне Битак-Аккую Кокейской волости Евпаторийского уезда числилось 8 дворов (1 двор с землёй, 7 — безземельные) с немецким населением в количестве 14 человек приписных жителей и 66 — «посторонних», из которых 51 мужчина и 29 женщин. Жители владели 255 десятинами удобной земли. В хозяйствах имелось 58 лошадей, 155 волов, 25 коров и 779 голов мелкого скота. В 1918 году в селении было 30 жителей.
После установления в Крыму Советской власти, по постановлению Крымревкома от 8 января 1921 года № 206 «Об изменении административных границ» была упразднена волостная система и село вошло в состав Евпаторийского района Евпаторийского уезда, а в 1922 году уезды получили название округов. 11 октября 1923 года, согласно постановлению ВЦИК, в административное деление Крымской АССР были внесены изменения, в результате которых округа были отменены и произошло укрупнение районов — территорию округа включили в Евпаторийский район. Согласно Списку населённых пунктов Крымской АССР по Всесоюзной переписи 17 декабря 1926 года, в селе Ак-Кую-Битак, в составе упразднённого к 1940 году Кокейского сельсовета Евпаторийского района, числилось 18 дворов, из них 17 крестьянских, население составляло 74 человека, из них 49 украинцев, 11 чехов, 9 татар, 3 белоруса, 2 русских (согласно энциклопедическому словарю «Немцы России» в селе было 9 немцев). После образования 15 сентября 1931 года Фрайдорфского еврейского национального (лишённого статуса национального постановлением Оргбюро ЦК КПСС от 20 февраля 1939 года) района (в 1944 году переименованного в Новосёловский) Аккую-Битак включили в его состав.
После освобождения Крыма от фашистов, 12 августа 1944 года было принято постановление № ГОКО-6372с «О переселении колхозников в районы Крыма», по которому в район из Курской и Тамбовской областей РСФСР в район переселялись 8100 колхозников, а в начале 1950-х годов последовала вторая волна переселенцев из различных областей Украины. С 25 июня 1946 года в составе Крымской области РСФСР
Указом Президиума Верховного Совета РСФСР от 18 мая 1948 года, Аккую-Битак переименовали в Тюльпановку. 25 июля 1953 года Новоселовский район был упразднен и село включили в состав Сакского. 26 апреля 1954 года Крымская область была передана из состава РСФСР в состав УССР. Время включения в Сизовский сельсовет пока точно не установлено: на 15 июня 1960 года Тюльпановка уже числилось в его составе. Ликвидировано к 1 января 1968 года (согласно справочнику «Крымская область. Административно-территориальное деление на 1 января 1968 года» — в период с 1954 по 1968 годы), как посёлок Сизовского сельсовета.